# Miguel Ángel Arrué
Miguel Ángel Arrué Padilla (Iquique, 13 de agosto de 1952) es un exfutbolista y entrenador chileno radicado en Perú. Su último equipo dirigido fue el Pirata Fútbol Club, durante el año 2019.

## Clubes
| Club                       | País    | Año       |
| -------------------------- | ------- | --------- |
| Deportes Antofagasta       | Chile   | 1985      |
| Deportes Antofagasta       | Chile   | 1986      |
| Deportes Iquique           | Chile   | 1987      |
| Juventud La Palma          | Perú    | 1988      |
| Hijos de Yurimaguas        | Perú    | 1989      |
| Sport Boys                 | Perú    | 1990      |
| Hijos de Yurimaguas        | Perú    | 1990-1992 |
| Alianza Lima               | Perú    | 1992-1994 |
| Deportivo SIPESA           | Perú    | 1994-1995 |
| Sport Boys                 | Perú    | 1996      |
| Deportivo Quito            | Ecuador | 1997      |
| Sporting Cristal           | Perú    | 1997-1998 |
| FBC Melgar                 | Perú    | 1998      |
| Deportes Iquique           | Chile   | 1999      |
| Real Sociedad de Zacatecas | México  | 2000-2001 |
| Everton                    | Chile   | 2002      |
| FBC Melgar                 | Perú    | 2003-2004 |
| Manzanillo                 | México  | 2005-2006 |
| Alianza Lima               | Perú    | 2007-2008 |
| Soccer Manzanillo          | México  | 2008-2010 |
| Alianza Lima               | Perú    | 2011      |
| Pacífico FC                | Perú    | 2014      |
| Santiago Morning           | Chile   | 2015-2016 |
| Ingenia Fútbol (DM)        | Perú    | 2016-2018 |
| Molinos El Pirata          | Perú    | 2019      |

## Palmarés

### Títulos nacionales
| Título           | Equipo              | País   | Año           |
| ---------------- | ------------------- | ------ | ------------- |
| Segunda División | Hijos de Yurimaguas | Perú   | 1990          |
| Tercera División | Manzanillo          | México | Clausura 2006 |